# 베타메타손
베타메타손(betamethasone)은 당질 코르티코이드 스테로이드 약제이다. 류마티스 관절염, 전신홍반루푸스(SLE) 같은 류마티스 질환, 피부염이나 건선 등 피부병, 천식과 혈관부종을 포함한 알레르기 질환, 크론병, 백혈병 같은 일부 암 등 다양한 질병 치료에 쓰이며, 조산 시 투여하여 아기의 폐 발달을 가속하는 데 이용 가능하다. 또한 플루드로코르티손과 병용해 부신겉질부전에 쓰기도 한다. 알약 같은 경구 제형, 혹은 크림, 로션, 액체형 같은 피부 도포용 제형이 존재한다.
심한 부작용에는 감염 위험 증가, 근육 쇠약, 중증 알레르기 반응인 아나필락시스, 정신증 등이 있다. 장기간 사용 시 부신이 기능부전 상태에 빠질 수 있다. 따라서 장기간 사용 중 갑자기 투여를 중단하는 것은 위험하며, 서서히 용량을 줄이면서 투여를 중단한다. 크림 제형의 흔한 부작용은 털이 많이 나는 다모증과 피부 자극이다. 베타메타손은 약리학적 기전상 당질 코르티코이드 계열에 속한다. 덱사메타손의 입체 이성질체이며, 두 물질은 16번 위치에 있는 메틸기의 3차원상 방향만 다르다.
1958년 특허가 출원되었으며, 미국에서 사용이 승인된 것은 1961년이다. 크림과 연고 제형이 WHO 필수 의약품 목록에 등재되어 있다. 복제약으로 이용 가능하다. 2021년 한 해 기준으로 미국에서 100만 건 이상 처방되어, 251번째로 많이 처방된 약물인 것으로 집계되었다.